# Magusa divida
Magusa divida är en fjärilsart som beskrevs av Heinrich Benno Möschler 1890. Magusa divida ingår i släktet Magusa och familjen nattflyn. Inga underarter finns listade i Catalogue of Life.